# Thomas Rådström
Thomas Rådström (Vännäs, 22 januari 1966) is een Zweeds voormalig rallyrijder.

## Carrière
Thomas Rådström maakte in 1984 zijn debuut in de rallysport. Hij profileerde zich in snel tempo op de Zweedse rallypaden en maakte tijdens de rally van Zweden in 1989 zijn eerste optreden in het wereldkampioenschap rally. Met een Toyota Celica GT-Four was hij in de jaren negentig een van de voornaamste rijders in het Zweeds rallykampioenschap en schreef in 1996 daarin de titel op zijn naam. Eerder won hij in het seizoen 1994 ook al de Zweedse WK-rally, die dat jaar echter enkel meegerekend werd als ronde van het Formule 2 wereldkampioenschap en daarom niet werd betiteld als een volwaardige WK-rally. Ook maakte hij verscheidene gastoptredens voor het fabrieksteam van Toyota in deze periode, later ook achter het stuur van de Toyota Corolla WRC.
In het seizoen 1999 werd hij bij Ford gecontracteerd als rijder voor de evenementen op het onverhard. Actief met de nieuwe Ford Focus WRC behaalde hij in zijn eerste optreden, in Zweden, gelijk een derde positie. De rest van het seizoen verliep echter minder gelukkig en hij wist daarin nog maar in twee gevallen een punt te scoren. In het seizoen 2000 behaalde hij weer als privé-rijder een vierde plaats in Zweden, waardoor hij zichzelf toch ook weer in de schijnwerpers reed bij de fabrieksteams. In het daaropvolgende seizoen 2001 maakte hij daarom een gastoptreden voor Mitsubishi in Zweden, en eindigde het evenement op een indrukwekkende tweede plaats. Gelijk daaropvolgend werd hij door nieuwkomer Citroën gecontracteerd, waarmee hij in het seizoen 2002 een van de vaste rijders was binnen het team. Het seizoen met de Xsara WRC verliep echter wisselvallig, met Rådström die zich meerdere keren betrapte op eigen stuurfouten, of dan wel materiële pech. Een derde plaats tijdens de Safari Rally bood nog enige troost, maar een verdere toekomst bij het team bleek na de komst van Colin McRae en Carlos Sainz geen optie na afloop van het seizoen.
Rådström keerde in 2006 nog eenmalig terug in het WK, met een deelname voor eigen publiek in Zweden, waar hij in een Subaru Impreza WRC naar een sterke vijfde plaats toe reed. In de tussentijd was hij ook actief geweest in rallycross evenementen met een Hyundai Accent, in zowel het Zweeds (daarin eindigend als vierde in 2006 en 2007) als het Europees kampioenschap. Zijn plannen om verder te gaan in de rallycross met een Hyundai i30 bleven vanwege het gebrek aan financiële middelen echter uit.

## Complete resultaten in het wereldkampioenschap rally
| Seizoen | Inschrijving                 | Auto                         | 1       | 2       | 3       | 4       | 5      | 6   | 7       | 8       | 9       | 10      | 11      | 12  | 13      | 14      | 15  | 16  | Pos. | Punten |
| ------- | ---------------------------- | ---------------------------- | ------- | ------- | ------- | ------- | ------ | --- | ------- | ------- | ------- | ------- | ------- | --- | ------- | ------- | --- | --- | ---- | ------ |
| 1989    | Thomas Rådström              | Audi 80 quattro              | ZWE DNF | MON     | POR     | KEN     | FRA    | GRI | NZL     | ARG     | FIN     | AUS     | ITA     | IVK | GBR     |         |     |     | –    | 0      |
| 1991    | Thomas Rådström              | Toyota Celica GT-Four        | MON     | ZWE DNF | POR     | KEN     | FRA    | GRI | NZL     | ARG     | FIN     | AUS     | ITA     | IVK | SPA     | GBR     |     |     | –    | 0      |
| 1993    | Thomas Rådström              | Toyota Celica GT-Four        | MON     | ZWE DNF | POR     | KEN     | FRA    | GRI | ARG     | NZL     |         |         |         |     |         |         |     |     | –    | 0      |
| 1993    | Thomas Rådström              | Toyota Celica Turbo 4WD      |         |         |         |         |        |     |         |         | FIN DNF | AUS     | ITA     | SPA | GBR     |         |     |     | –    | 0      |
| 1994    | Thomas Rådström              | Toyota Celica Turbo 4WD      | MON     | ZWE 1   | POR     | KEN     | FRA    | GRI | ARG     | NZL     | FIN 7   | AUS     | ITA     | SPA | GBR     |         |     |     | 34   | 4      |
| 1995    | Toyota Castrol Team          | Toyota Celica GT-Four        | MON     | ZWE 3   | POR     | KEN     | FRA    | GRI | NZL     | ARG     | FIN     | AUS     | ITA     | SPA | GBR     |         |     |     | DSQ  | 12     |
| 1996    | Toyota Castrol Team Sweden   | Toyota Celica GT-Four        | MON     | ZWE 6   | POR     | KEN     | IDN    | FRA |         |         |         |         |         |     | SPA DNF | GBR     |     |     | 15   | 12     |
| 1996    | H.F. Grifone                 | Toyota Celica GT-Four        |         |         |         |         |        |     | GRI DNF | ARG     | NZL     |         |         |     |         |         |     |     | 15   | 12     |
| 1996    | Toyota Castrol Team Finland  | Toyota Celica GT-Four        |         |         |         |         |        |     |         |         |         | FIN 6   | AUS     | ITA |         |         |     |     | 15   | 12     |
| 1997    | Toyota Castrol Team Sweden   | Toyota Celica GT-Four        | MON     | ZWE 5   | KEN     | POR     | SPA    | FRA | ARG     | GRI 5   | NZL     | FIN     | IDN     | ITA | AUS     | GBR     |     |     | 15   | 4      |
| 1998    | Toyota Castrol Team Sweden   | Toyota Corolla WRC           | MON     | ZWE DNF | KEN     | POR DNF | SPA 12 | FRA | ARG     | GRI DNF |         | FIN 6   | ITA     | AUS | GBR     |         |     |     | 20   | 1      |
| 1998    | H.F. Grifone                 | Toyota Corolla WRC           |         |         |         |         |        |     |         |         | NZL 7   |         |         |     |         |         |     |     | 20   | 1      |
| 1999    | Ford Motor Co Ltd.           | Ford Focus WRC               | MON     | ZWE 3   | KEN     | POR     | SPA    | FRA | ARG 6   | GRI DNF | NZL DNF | FIN DNF | CHN DNF | ITA | AUS 7   | GBR 6   |     |     | 13   | 6      |
| 2000    | Toyota Team Sweden           | Toyota Corolla WRC           | MON     | ZWE 4   | KEN     |         |        |     |         |         |         |         |         |     |         |         |     |     | 16   | 3      |
| 2000    | Thomas Rådström              | Toyota Corolla WRC           |         |         |         | POR DNF | SPA    | ARG | GRI     | NZL     | FIN     | CYP     | FRA     | ITA | AUS     | GBR     |     |     | 16   | 3      |
| 2001    | Marlboro Mitsubishi Ralliart | Mitsubishi Carisma GT Evo VI | MON     | ZWE 2   |         |         |        |     |         |         |         |         |         |     |         |         |     |     | 15   | 6      |
| 2001    | Thomas Rådström              | Citroën Saxo Kit Car         |         |         | POR DNF | SPA     | ARG    | CYP |         |         |         |         |         |     |         |         |     |     | 15   | 6      |
| 2001    | Automobiles Citroën          | Citroën Xsara WRC            |         |         |         |         |        |     | GRI DNF | KEN     | FIN     | NZL     | ITA     | FRA | AUS     | GBR     |     |     | 15   | 6      |
| 2002    | Automobiles Citroën          | Citroën Xsara WRC            | MON DNF | ZWE 37  | FRA     | SPA DNF | CYP    | ARG | GRI 8   | KEN 3   | FIN DNF | DUI     | ITA     | NZL | AUS     | GBR DNF |     |     | 12   | 4      |
| 2006    | Rally Team Olsbergs          | Subaru Impreza WRC2004       | MON     | ZWE 5   | MEX     | SPA     | FRA    | ARG | ITA     | GRI     | DUI     | FIN     | JPN     | CYP | TUR     | NZL     | AUS | GBR | 20   | 4      |

## Internationale overwinningen

#### FIA 2-liter wereldkampioenschap
| Seizoen | Rally                           | Navigator    | Auto                    |
| ------- | ------------------------------- | ------------ | ----------------------- |
| 1994    | 43rd International Swedish Raly | Lars Bäckman | Toyota Celica Turbo 4WD |